# Simon Ehammer
Simon Ehammer (Stein, 7 de febrero de 2000) es un deportista suizo que compite en atletismo.
Ganó una medalla de bronce en el Campeonato Mundial de Atletismo de 2022 y dos medallas en el Campeonato Mundial de Atletismo en Pista Cubierta, en los años 2022 y 2024.
Además, obtuvo dos medallas en el Campeonato Europeo de Atletismo, en los años 2022 y 2024, y una medalla de plata en el Campeonato Europeo de Atletismo en Pista Cubierta de 2025.
En los Juegos Europeos de Cracovia 2023 consiguió una medalla de bronce en la prueba de salto de longitud. Participó en los Juegos Olímpicos de París 2024, ocupando el cuarto lugar en la misma prueba.

## Palmarés internacional
| Campeonato Mundial                   | Campeonato Mundial       | Campeonato Mundial | Campeonato Mundial |
| Año                                  | Lugar                    | Medalla            | Prueba             |
| ------------------------------------ | ------------------------ | ------------------ | ------------------ |
| 2022                                 | Eugene (Estados Unidos)  | Medalla de bronce  | Salto de longitud  |
| Campeonato Mundial en Pista Cubierta |                          |                    |                    |
| Año                                  | Lugar                    | Medalla            | Prueba             |
| 2022                                 | Belgrado (Serbia)        | Medalla de plata   | Heptatlón          |
| 2024                                 | Glasgow (Reino Unido)    | Medalla de oro     | Heptatlón          |
| Juegos Europeos                      |                          |                    |                    |
| Año                                  | Lugar                    | Medalla            | Prueba             |
| 2023                                 | Chorzów (Polonia)        | Medalla de bronce  | Salto de longitud  |
| Campeonato Europeo                   |                          |                    |                    |
| Año                                  | Lugar                    | Medalla            | Prueba             |
| 2022                                 | Múnich (Alemania)        | Medalla de plata   | Decatlón           |
| 2024                                 | Roma (Italia)            | Medalla de bronce  | Salto de longitud  |
| Campeonato Europeo en Pista Cubierta |                          |                    |                    |
| Año                                  | Lugar                    | Medalla            | Prueba             |
| 2025                                 | Apeldoorn (Países Bajos) | Medalla de plata   | Heptatlón          |